# プトレマイオス11世
プトレマイオス11世アレクサンドロス2世（希：Πτολεμαίος ΙΑ' Αλέξανδρος Β'、英：Ptolemy XI Alexander II、紀元前115年頃 - 紀元前80年）は、古代エジプト、プトレマイオス朝のファラオ（在位：紀元前80年）。父はプトレマイオス10世。母親については、ベレニケ3世、クレオパトラ5世セレネと説が分かれる。プトレマイオス朝最後の直系の王。

## 生涯
祖母クレオパトラ3世、父プトレマイオス10世がセレウコス朝と戦った際、財宝を持ちコス島へ避難するも、ローマと戦っていたポントス王ミトリダテス6世の捕虜とされる。その後、ローマへ亡命。
紀元前81年、プトレマイオス9世が死去すると、エジプトではベレニケ3世が単独で統治を行なうが、ローマのルキウス・コルネリウス・スッラの援助を取り付けたプトレマイオス11世は、プトレマイオス10世の遺志と称して帰国し、ベレニケ3世と強引に結婚し即位した(紀元前80年)。共同統治を始めた二人だったが、プトレマイオス11世は結婚の19日後に彼女を暗殺した。これに怒ったアレクサンドリア市民の暴動で彼は殺害された。